# Discographie de RuPaul
La discographie de RuPaul comprend 14 albums studios. 

## Albums

### Albums studio
| Supermodel of the World                     | - Date de sortie : 8 juin 1993 - Label : Tommy Boy Records - Formats : LP, CD, cassette, téléchargement   | 109 | —  | —  | —  |
| Foxy Lady                                   | - Date de sortie : 29 octobre 1996 - Label : Rhino Entertainment - Formats : CD, cassette, téléchargement | —   | —  | 15 | —  |
| Ho, Ho, Ho                                  | - Date de sortie : 28 octobre 1997 - Label : Rhino Records - Formats : CD, cassette, téléchargement       | —   | —  | —  | —  |
| Red Hot                                     | - Date de sortie : 21 septembre 2004 - Label : RuCo Inc. - Formats : CD, téléchargement                   | —   | 9  | —  | —  |
| Champion                                    | - Date de sortie : 24 février 2009 - Label : RuCo Inc. - Formats : CD, téléchargement                     | —   | 12 | 26 | —  |
| Glamazon                                    | - Release date: 3 mai 2011 - Label : RuCo Inc. - Formats : CD, téléchargement                             | —   | 11 | 8  | —  |
| Born Naked                                  | - Date de sortie : 24 février 2014 - Label : RuCo Inc. - Format : Téléchargement                          | 85  | 4  | —  | 18 |
| Realness                                    | - Date de sortie : 2 mars 2015 - Label : RuCo Inc. - Format : Téléchargement                              | —   | 6  | —  | 38 |
| Slay Belles                                 | - Date de sortie : 23 octobre 2015 - Label : RuCo Inc. - Format : Téléchargement                          | —   | 21 | —  | —  |
| Butch Queen                                 | - Date de sortie : 7 mars 2016 - Label : RuCo Inc. - Format : Téléchargement                              | —   | 3  | —  | 46 |
| American                                    | - Date de sortie : 24 mars 2017 - Label : RuCo Inc. - Format : Téléchargement                             | —   | —  | —  | —  |
| Christmas Party                             | - Date de sortie : 1er novembre 2018 - Label : RuCo Inc. - Formats : Téléchargement                       | —   | —  | —  | —  |
| You're a Winner, Baby                       | - Date de sortie : 10 janvier 2020 - Label : RuCo Inc., The Orchard - Formats : Téléchargement            | —   | —  | —  | —  |
| Mamaru                                      | - Date de sortie : 7 janvier 2022 - Label : RuCo Inc., The Orchard - Formats : Téléchargement             | —   | —  | —  | —  |
| Black Butta                                 | - Date de sortie : 6 janvier 2023 - Label: RuCo Inc. - Formats: Téléchargement                            | —   | —  | —  | —  |
| "—" indique que l'album ne s'est pas classé | |     |    |    |    |

### Compilations
| Titre                           | Détails                                                                                |
| ------------------------------- | -------------------------------------------------------------------------------------- |
| Rupaul's Go-Go Box Classics     | - Date de sortie : 17 mars 1998, - Label : RuCo Inc. - Format : CD                     |
| RuPaul Presents: The CoverGurlz | - Date de sortie : 28 janvier 2014 - Label : World of Wonder - Format : Téléchargement |
| RuPaul Presents: CoverGurlz2    | - Date de sortie : 3 février 2015 - Label : World of Wonder - Format : Téléchargement  |

### Albums remix
| Titre                          | Détails                                                                               |
| ------------------------------ | ------------------------------------------------------------------------------------- |
| ReWorked                       | - Date de sortie : 13 juin 2006 - Label : RuCo Inc. - Formats : CD, téléchargement    |
| Drag Race                      | - Date de sortie : 30 mars 2010 - Label : RuCo Inc. - Formats : CD, téléchargement    |
| SuperGlam DQ                   | - Date de sortie : 16 juillet 2011 - Label : RuCo Inc. - Formats : CD, téléchargement |
| Remember Me: Essential, Vol. 1 | - Date de sortie : 3 février 2017 - Label : RuCo Inc. - Formats : CD, téléchargement  |

### EP
| Titre     | Détails                                                                        |
| --------- | ------------------------------------------------------------------------------ |
| Sex Freak | - Date de sortie : 1985 - Label : Funtone Records - Formats : LP, CD, Cassette |

## Singles
| Année | Titre                                               | Meilleurs classements | Meilleurs classements | Meilleurs classements | Album                                          |
| Année | Titre                                               | US                    | US Dance              | UK                    | Album                                          |
| ----- | --------------------------------------------------- | --------------------- | --------------------- | --------------------- | ---------------------------------------------- |
| 1992  | Supermodel (You Better Work)                        | 45                    | 2                     | 39                    | Supermodel of the World                        |
| 1993  | Everybody Dance                                     | —                     | —                     | —                     | Supermodel of the World                        |
| 1993  | House of Love                                       | —                     | —                     | 40                    | Supermodel of the World                        |
| 1993  | A Shade Shady (Now Prance)                          | —                     | 1                     | —                     | Supermodel of the World                        |
| 1993  | Back to My Roots                                    | 1                     | 40                    |                       | Supermodel of the World                        |
| 1994  | Don't Go Breaking My Heart (en duo avec Elton John) | —                     | 3                     | 7                     |                                                |
| 1996  | Snapshot                                            | 95                    | 4                     | —                     | Foxy Lady                                      |
| 1997  | A Little Bit of Love                                | 28                    | —                     |                       | Foxy Lady                                      |
| 1997  | Celebrate                                           | —                     | 31                    | —                     | Ho, Ho, Ho                                     |
| 1997  | Funky Christmas                                     | —                     | —                     | —                     | Ho, Ho, Ho                                     |
| 2004  | Looking Good, Feeling Gorgeous                      | —                     | 2                     | —                     | Red Hot                                        |
| 2005  | Workout                                             | —                     | 5                     | —                     | Red Hot                                        |
| 2006  | People Are People (en duo avec Tom Trujillo)        | —                     | 10                    | —                     | Red Hot                                        |
| 2006  | Supermodel (The RuMixes)                            | —                     | 21                    | —                     | ReWorked                                       |
| 2007  | Call Me Starrbooty                                  | —                     | —                     | —                     | Starrbooty: Original Motion Picture Soundtrack |
| 2009  | Cover Girl                                          | —                     | 16                    | —                     | Champion                                       |
| 2009  | Jealous of My Boogie                                | —                     | —                     | —                     | Champion                                       |
| 2010  | Devil Made Me Do It                                 | —                     | —                     | —                     | Champion                                       |
| 2010  | Tranny Chaser                                       | —                     | —                     | —                     | Champion                                       |
| 2011  | Superstar                                           | —                     | —                     | —                     | Glamazon                                       |
| 2011  | Glamazon                                            | —                     | —                     | —                     | Glamazon                                       |
| 2012  | Responsitrannity                                    | —                     | —                     | —                     | Glamazon                                       |
| 2012  | Peanut Butter (en duo avec Big Freedia)             | —                     | —                     | —                     | singles                                        |
| 2013  | Lick It Lollipop (en duo avec Lady Bunny)           | —                     | —                     | —                     | singles                                        |
| 2014  | Geronimo                                            | —                     | —                     | —                     | Born Naked                                     |
| 2014  | Sissy That Walk                                     | —                     | 14                    | —                     | Born Naked                                     |
| 2015  | Modern Love                                         | —                     | —                     | —                     | Born Naked                                     |
| 2015  | Born Naked (Stadium Remix)                          | —                     | —                     | —                     | Realness                                       |
| 2015  | New York City Beat (en duo avec Michelle Visage)    | —                     | —                     | —                     | RuPaul Presents: CoverGurlz2                   |
| 2016  | U Wear It Well                                      | —                     | —                     | —                     | Butch Queen                                    |